# Tossa de Pujolriu
Tossa de Pujolriu är en bergstopp i Spanien.   Den ligger i provinsen Província de Girona och regionen Katalonien, i den östra delen av landet, 500 km öster om huvudstaden Madrid. Toppen på Tossa de Pujolriu är 932 meter över havet.
Terrängen runt Tossa de Pujolriu är kuperad.Runt Tossa de Pujolriu är det glesbefolkat, med 15 invånare per kvadratkilometer. Närmaste större samhälle är Olot, 11,5 km norr om Tossa de Pujolriu. I omgivningarna runt Tossa de Pujolriu växer i huvudsak blandskog.